# لواء بانزر 102
لواء بانزر 102 كان لواء بانزر حارب في الحرب العالمية الثانية.

## التاريخ
أمر بتشكيله في 20 يوليو 1944، لم يتم تشكيله حتى 15 أغسطس 1944. تم نشر اللواء على الجبهة الشرقية وشارك في معركة غامبينين. تم حل اللواء في 27 نوفمبر 1944 وتم استيعابه في فرقة الدبابات السابعة.

## ترتيب المعركة
- الكتيبة بانزر 2102 (4 سريات مزودت دبابة بانثر )
- الكتيبة بانزرجرينادير 2102 (3 سريات مزودت بعربات نصف مجنزرة )
- وحدات الدعم الجوي 2102
- الرية الرائدة 2102 (الهندسية) [1]

## القادة
- الرائد كيرت اهل